# Credit Suisse
Credit Suisse Group — колишня швейцарська міжнародна фінансова група зі штаб-квартирою у Цюриху, заснована в 1856. Представлена в 56 країнах. Працювала у приватному та інвестиційному банкінгу і керування активами. Загальні активи Credit Suisse на кінець 2013 року становили 872 млрд. швейцарських франків. Чистий прибуток за 2013 рік — 2,33 млрд швейцарських франків.
У березні 2023 придбана іншим швейцарським банком UBS.

## Історія
Банк був заснований швейцарським політиком і підприємцем Альфредом Ешером (англ. Alfred Escher) 5 липня 1856 року як Schweizerische Kreditanstalt (SKA) для фінансування будівництва залізниць (Nordostbahn) та індустріалізації Швейцарії.
У 1978 компанія White, Weld & Company припинила своє партнерство з Credit Suisse після того, як її купив Merrill Lynch. На заміну партнерству з White, Credit Suisse об'єднався з First Boston, щоб створити Credit Suisse First Boston в Європі, і купив 44 відсотки акцій First Boston в американських операціях.
У березні 2014 року Credit Suisse спростував заяви про те, що його було втягнуто у розслідування антимонопольного комітету Швейцарії щодо можливої змови з метою маніпулювання валютними курсами (Форекс-скандал) між різними швейцарськими та іноземними банками. У травні 2014 року Credit Suisse визнав себе винним у змові з метою сприяння в ухиленні від сплати податків. Це був найвідоміший банк, який визнав себе винним у США з часів Drexel Burnham Lambert у 1989 році, і найбільший з часів Bankers Trust у 1999 році. "Credit Suisse вступив у змову, щоб допомогти громадянам США приховати активи в офшорних рахунках, щоб ухилитися від сплати податків. Коли банк вдається до таких зухвалих дій, він повинен очікувати, що Міністерство юстиції буде здійснювати кримінальне переслідування в максимально можливій мірі, як це сталося в цьому випадку", - заявив тоді генеральний прокурор Ерік Холдер.  Холдер також сказав: "Цей випадок показує, що жодна фінансова установа, незалежно від її розміру чи глобального охоплення, не стоїть над законом". Акції Credit Suisse зросли на 1% в день оголошення про штраф у розмірі 2,6 мільярда доларів.
2014 року Credit Suisse погодився виплатити владі США $2,6 млрд штрафу за звинувачення у сприянні ухиленню багатьох американських громадян від сплати податків. Це стягнення стало найбільшим в історії американських податкових служб.
В липні 2015 новий генеральний директор фінустанови Тідьян Тіам оголосив про цілковиту зміну стратегії діяльності Credit Suisse Group. Відтепер компанія має намір відійти від усіх ризикованих операцій і зосередитися лише на заможних клієнтах.
Навесні 2022 року проти Credit Suisse в США було подано позов через зв'язки банку з російськими олігархами.
У березні 2023 року швейцарський UBS купив за $3,24 млрд Credit Suisse, що на цей час опинився у складному становищі.
2023 року стало відомо, що Credit Suisse до 2020 року обслуговував рахунки принаймні 99 німецьких нацистських високопосадовців. Це стало відомо з розслідування Комісії бюджетного комітету сенату США.

## Робоче середовище
Credit Suisse більш міжнародно орієнтований, ніж більшість європейських банків. Згідно з інсайдерським довідником WetFeet's Insider Guide, Credit Suisse пропонує більше можливостей для подорожей, вищий рівень відповідальності та більше взаємодії з клієнтами, ніж нові співробітники отримують у конкуруючих фірмах, але відомий своєю довгою робочою годиною. Аналітики повідомляють про 60-110-годинний робочий тиждень. 
Ролі та обов'язки менш суворі, а атмосфера приємна, незважаючи на те, що робочий день є "найбільш виснажливим на Уолл-стріт". Vault's Insider's Guide дійшов подібних висновків, відзначаючи вищий за середній рівень підготовки, доступ до керівництва та відкритість, що узгоджується з повідомленнями про 80-100-годинний робочий тиждень.
У 2023 році банк зробив кроки до виплати бонусів топ-менеджерам і старшим банкірам авансом, але включив додаткову умову, що вони повинні залишатися в банку протягом трьох років, інакше вони повинні будуть виплатити бонус або частину бонусу назад компанії. Пізніше федеральний уряд Швейцарії, а також остання Генеральна асамблея акціонерів Credit Suisse проголосували за скасування або серйозне скорочення бонусних виплат топ-менеджменту.

## Галерея

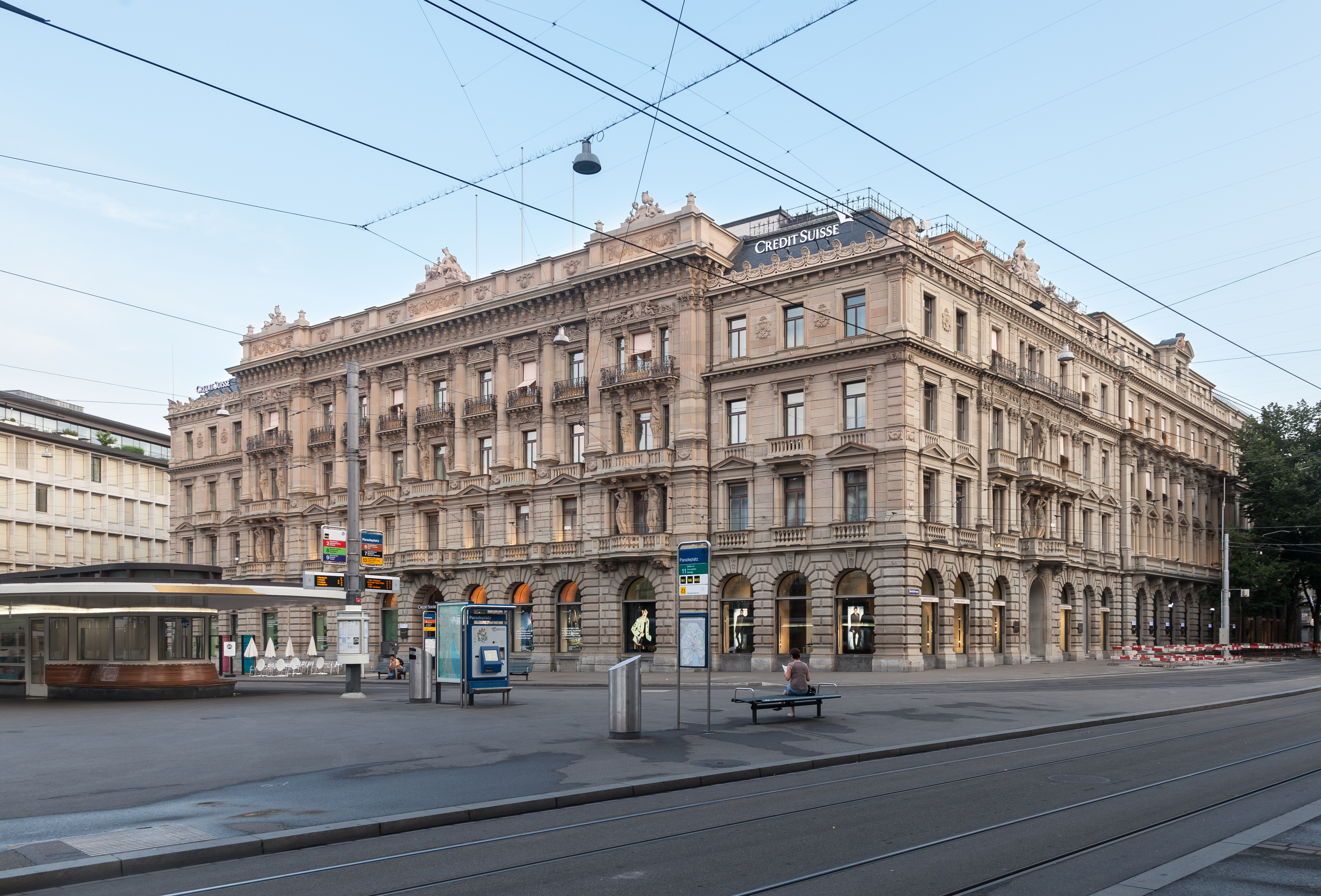
Штаб-квартира Credit Suisse в Цюриху (2013)
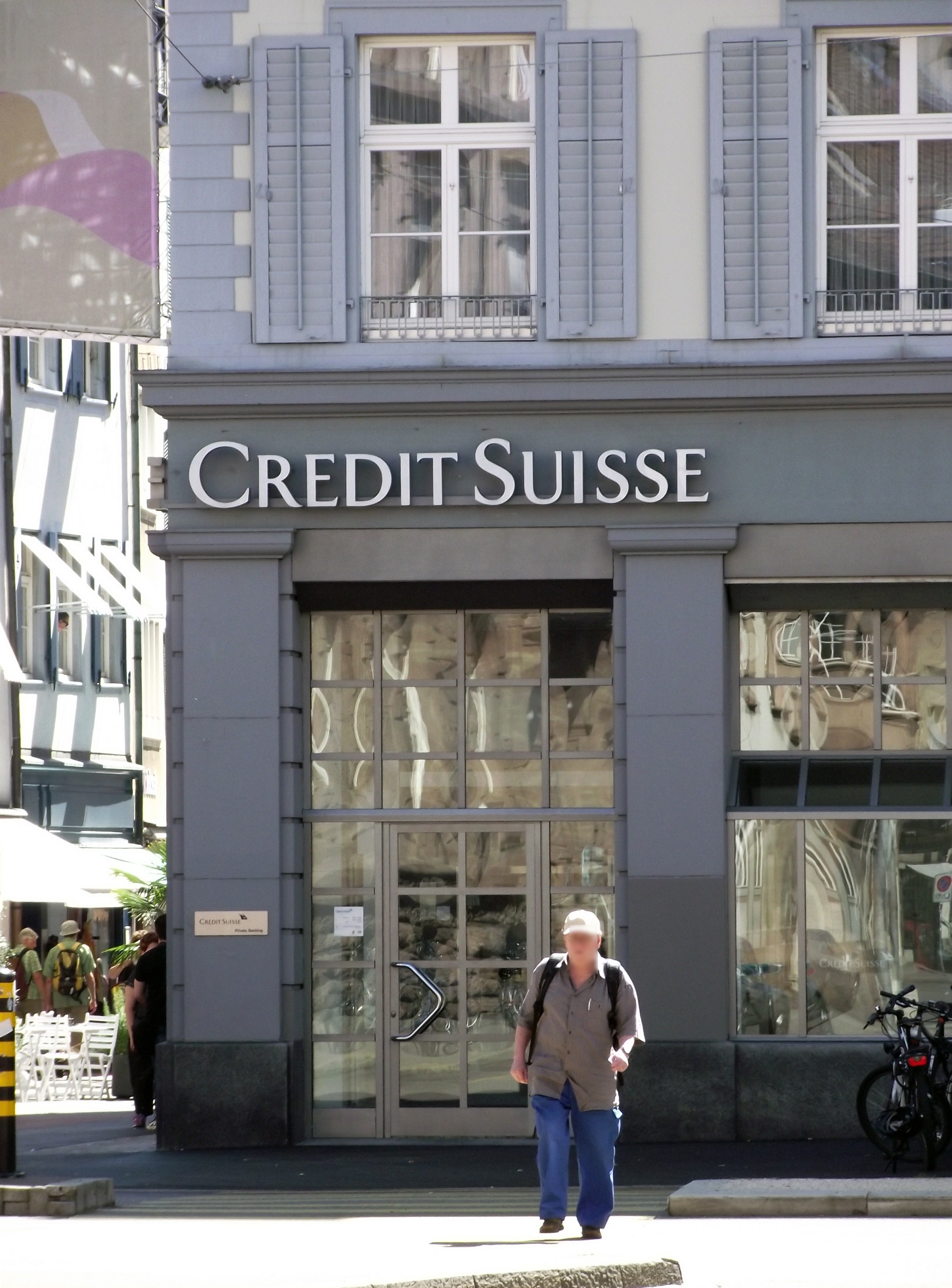
Відділення у м. Базель (2012)
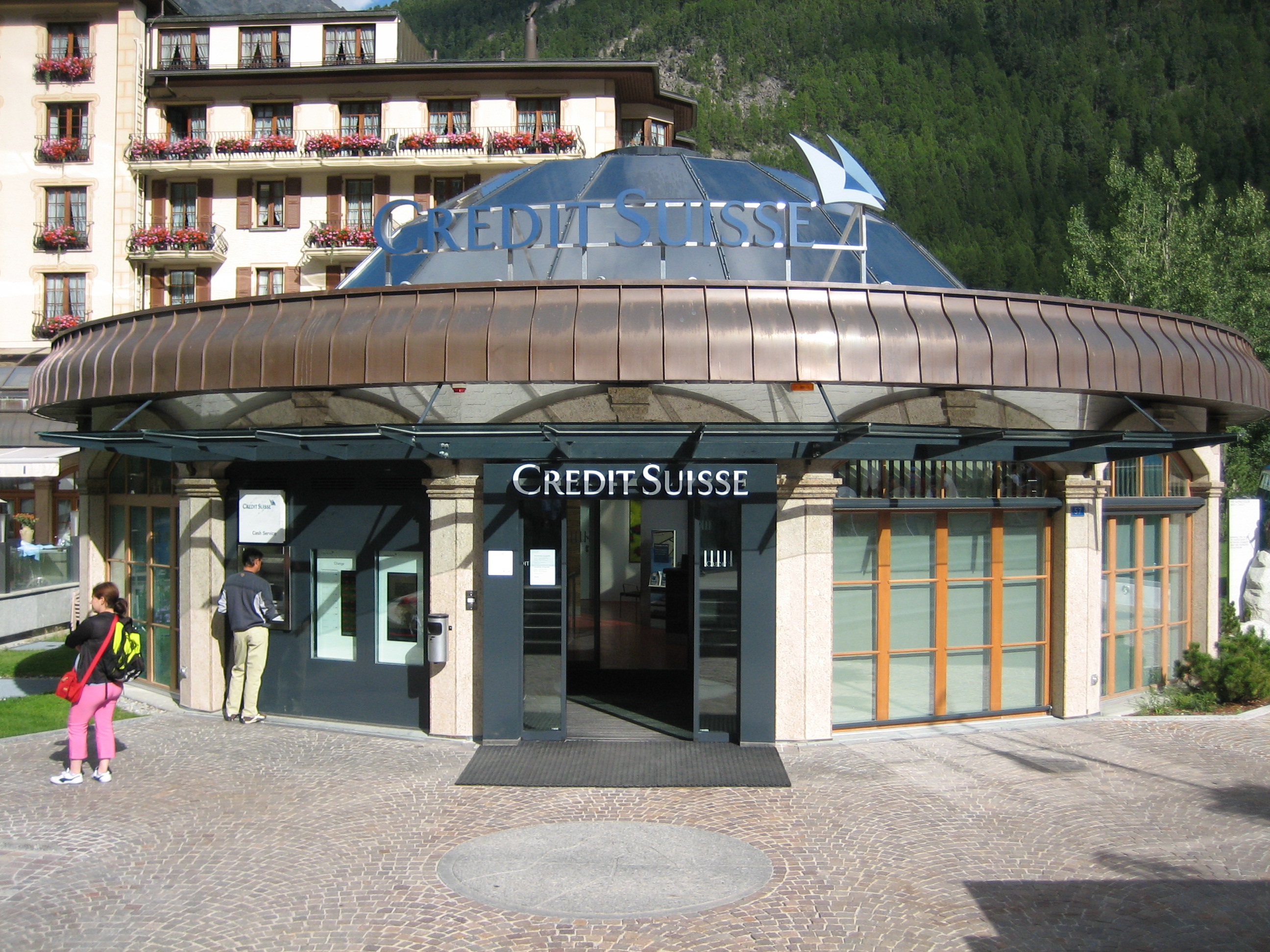
Відділення у м. Церматт (2007)
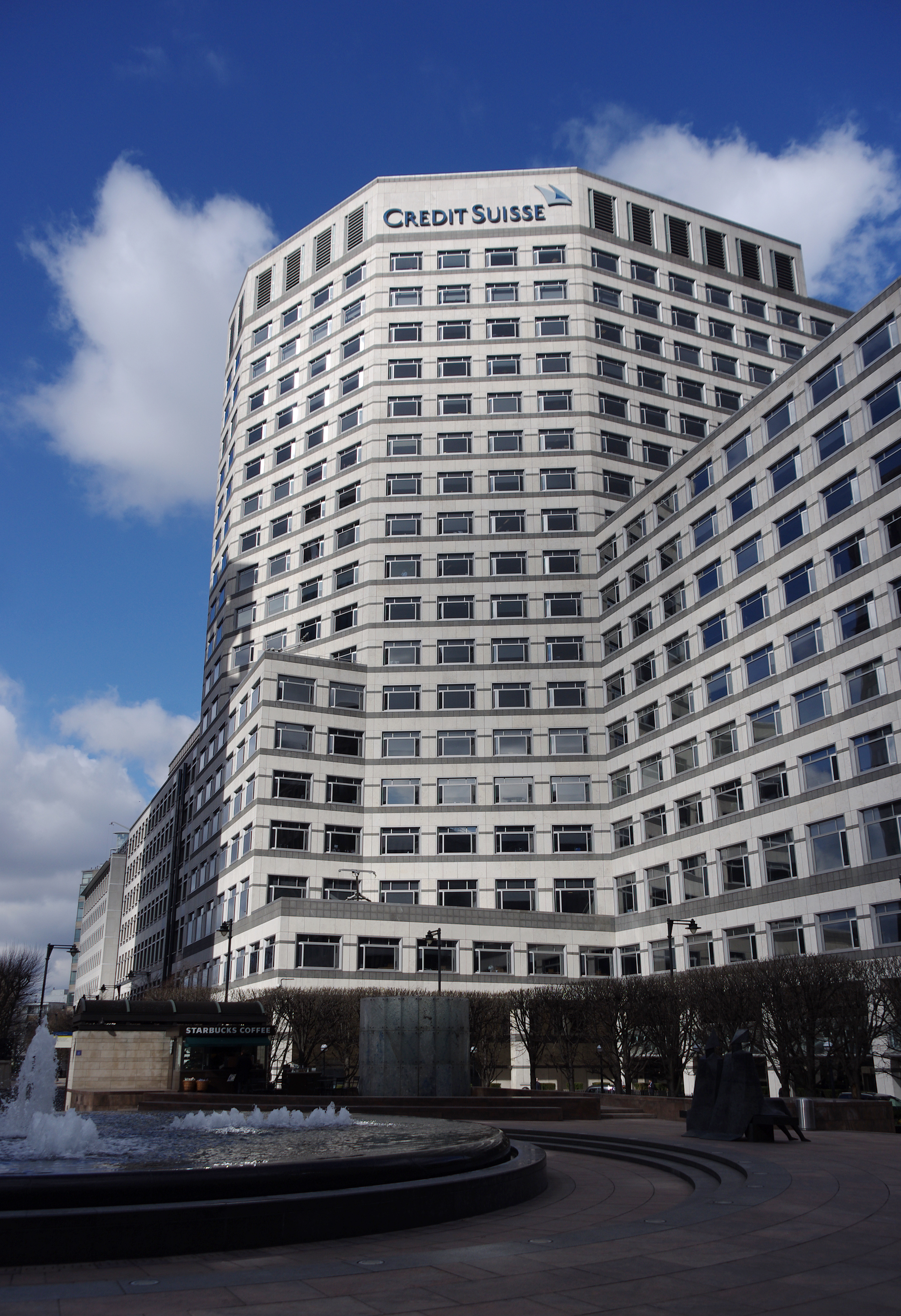
Офіс Credit Suisse у Лондоні (2013)
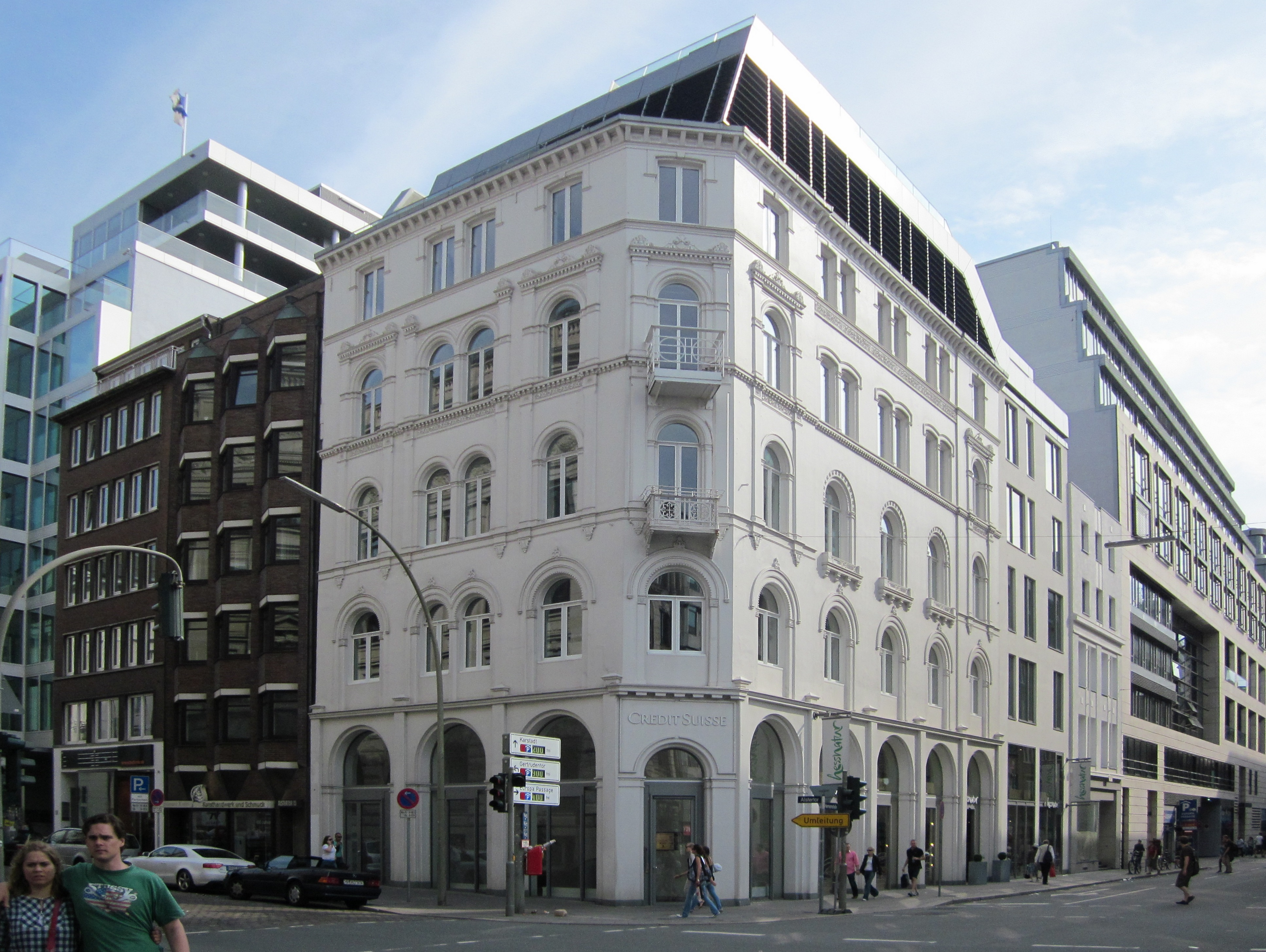
Credit Suisse у Гамбургу (2011)